# واژه‌نامه اربن
واژه‌نامه شهری (اِربِن) (به انگلیسی: Urban Dictionary) یک واژه نامه بر خط از واژه‌های و عبارات‌های کوچه بازاری و خودمانی است. این واژه‌نامه تنها لغت‌های و واژه‌های انگلیسی را در برداشته و معنای آن نیز به زبان انگلیسی بوده و تا دوم مارس ۲۰۱۳ دارای هفت میلیون تعریف بوده است.

## تاریخچه
این سایت در سال ۱۹۹۹ به‌دست آورن پیکام (Aaron Peckham) پایه‌گذاری شد. وی در همان سال دانشجوی سال اولی رایانه در دانشگاه ایالتی پلی تکنیک کالیفرنیا بود.